# AESP-14
O AESP-14 foi o primeiro nanossatélite (CubeSat) brasileiro; foi concebido no início de 2012. O Objetivo principal da missão era obter uma plataforma nacional de CubeSat 1U, ou seja, validar no espaço a plataforma desenvolvida por estudantes. Foi lançado em 5 de fevereiro de 2015, mas ficou inoperante por não ter estendido a antena de transmissão como deveria. Os técnicos do Instituto Tecnológico de Aeronáutica tentaram reverter o problema, mas passados 15 dias a carga da bateria do dispositivo acabou. Planejava-se que ele teria três meses de vida útil. Tinha 10 centímetros cúbicos e pesava 700 gramas.

## Lançamento

Imagem feita da Estação Espacial Internacional durante o momento em que o AESP-14 é colocado no espaço.

O satélite foi lançado com sucesso ao espaço no dia 10 de janeiro de 2015, por meio de um veículo Falcon 9 v1.1 a partir da Estação da Força Aérea de Cabo Canaveral, na Flórida, EUA, juntamente com a espaçonave Dragon, que era a principal carga do foguete e que levava suprimentos para a tripulação da Estação Espacial Internacional, e outros passageiros. Ele tinha uma massa de 1 kg.
O AESP-14 foi transportado para a Estação Espacial Internacional (EEI) para ser ser colocado no espaço a partir de lá. O AESP-14 foi implantado a partir da EEI, às 14:30 UTC, em 5 de fevereiro de 2015. Porém, não foi recebido nenhum sinal do satélite.

## Falha
O primeiro nanossatélite desenvolvido e construído integralmente no Brasil, após passar um mês em órbita, foi declarado, pela Agência Espacial Brasileira (AEB) em 4 de março de 2015, inoperante devido a uma falha no sistema de abertura de uma antena de transmissão.
O AESP-14, lançado a partir da Estação Espacial Internacional no dia 5 de fevereiro do mesmo ano, deveria ter colocado em funcionamento sua antena 30 minutos depois do lançamento, procedimento necessário para o envio de dados à Terra. O equipamento, porém, não funcionou. Técnicos do Instituto Tecnológico de Aeronáutica (ITA), responsáveis pela operação, tentaram vários métodos para reverter o problema da antena, sem sucesso, até que a bateria do nanossatélite acabou, 15 dias depois de entrar em órbita.